# Jacqueline Pierreux
Jacqueline Pierreux (Rouen, 15 gennaio 1923 – Salins, 10 marzo 2005) è stata un'attrice cinematografica francese.

## Biografia
Era la madre dell'attore Jean-Pierre Léaud.

## Filmografia parziale

Jacqueline Pierreux con Amedeo Nazzari in Donne e briganti (1950)

- Les Demons de l'Aube, regia di Yves Allégret (1946)
- Donne e briganti, regia di Mario Soldati (1950)
- L'amore di Norma, regia di Giuseppe Di Martino (1950)
- Abbiamo vinto!, regia di Robert Adolf Stemmle (1950)
- Malavita, regia di Rate Furlan (1951)
- Le Dindon, regia di Claude Barma (1951)
- Siamo tutti assassini (Nous sommes tous des assassins), regia di André Cayatte (1952)
- Ricercato per omicidio (Cet homme est dangereux), regia di Jean Sacha (1953)
- Il seduttore, regia di Franco Rossi (1954)
- Chi si ferma è perduto, regia di Sergio Corbucci (1960)
- Totò, Peppino e... la dolce vita, regia di Sergio Corbucci (1961)
- Bandito sì... ma d'onore! (La Vendetta), regia di Jean Chérasse (1962)
- La rimpatriata, regia di Damiano Damiani (1963)
- I tre volti della paura, regia di Mario Bava (1963)
- Violette Nozière, regia di Claude Chabrol (1978)

## Doppiatrici italiane
- Tina Lattanzi in Donne e briganti, Malavita
- Adriana De Roberto in I tre volti della paura